# 머더 어호이
머더 어호이(Murder Ahoy)는 영국에서 제작된 조지 폴락 감독의 1964년 코미디, 범죄, 드라마, 미스터리 영화이다. 마가렛 러더포드 등이 주연으로 출연하였고 로렌스 P. 바크먼 등이 제작에 참여하였다.

## 출연

### 주연
- 마가렛 러더포드
- 리오넬 제프리스

### 조연
- 버드 팅웰
- 윌리엄 머빈
- 조엔 벤햄
- 스트링거 데이비스
- 니콜라스 파슨스
- 마일즈 맬리슨
- 데릭 니모
- 프란시스 매튜즈
- 루시 그리피스
- 토니 퀸
- 로이 홀더
- 헨리 오스카
- 아이버 솔터

## 제작진
- 원조: 데이비드 퍼설
- 원조: 잭 세든
- 원조: 아가사 크리스티
- 배역: 아이린 하워드
- Ass-PD: 벤 아베이드